# No Country for Old Men
 No Country for Old Men  er en amerikansk film fra 2007 instrueret af Joel og Ethan Coen. Filmen er baseret på Cormac McCarthys roman Ikke et land for gamle mænd. Filmen er indspillet i Marfa, Texas og New Mexico i 2006. Filmen blev vist for første gang på filmfestivalen i Cannes 19. maj 2007 og efterfølgende flere filmfestivaler, inden den fik premiere for biografpublikummet i USA 21. november 2007. I Danmark havde filmen premiere den 7. marts 2008.

## Handling
Vold og kaos bryder ud, efter at en jæger snubler over døde mennesker, heroin og 2 millioner dollar i kontanter i nærheden af Rio Grande.

## Medvirkende
- Tommy Lee Jones – Ed Tom Bell
- Javier Bardem – Anton Chigurh
- Josh Brolin – Llewelyn Moss
- Woody Harrelson – Carson Wells
- Kelly Macdonald – Carla Jean Moss
- Garret Dillahunt – Wendell
- Tess Harper – Loretta Bell
- Barry Corbin – Ellis
- Stephen Root – Mand, der hyrer Wells
- Rodger Boyce – Sherif
- Beth Grant – Agnes

## Priser
Filmen blev nomineret i fire kategorier til Golden Globe år 2007 og vandt to af disse.
Til Oscaruddelingen var filmen nomineret i otte kategorier og vandt Oscar for bedste film, Oscar for bedste mandlige birolle (Javier Bardem), Oscar for bedste instruktør (Joel og Ethan Coen) og Oscar for bedste filmatisering (også brødrene Coen).
Ved Robertprisuddelingen i 2009 modtog filmen en Robert for årets amerikanske film.